# Челябинский тракторный завод — Уралтрак
ООО «Челя́бинский тра́кторный заво́д — Уралтра́к» — предприятие полного цикла по производству дизельных двигателей двойного назначения. Входит в структуру Уралвагонзавода, подконтрольного «Ростеху»

## История завода
В апреле 1929 года принято решение о строительстве завода в Челябинске с целью выпуска гусеничных тракторов (40 000 в год). Для надзором за строительством создали организацию «Челябтракторострой» во главе с инженером Казимиром Ловиным. Доработка проекта осуществлялась в Детройте. Закладку завода начали 10 августа 1930 года, ввели в эксплуатацию 1 июня 1933 года.
За годы Великой Отечественной войны завод выпустил и передал на фронт 18 000 боевых машин и 48,5 000 танковых двигателей.
В 1992 году было принято решение о приватизации завода, его переименовали в ОАО «УРАЛТРАК». В результате финансового кризиса на заводе в 1998 году его признали банкротом, но после реорганизации предприятие удалось сохранить под названием ООО «ЧТЗ-Уралтрак».
В 2000 году учредителями ООО «Челябинский тракторный завод — Уралтрак» учредителями выступили корпорация «Уралвагонзавод» и концерн «Уралвагонзавод», а также Министерство имущества Челябинской области. Предприятие является системообразующим предприятием Челябинской области, частью отечественного оборонно-промышленного комплекса.

## Продукция
Завод имеет сформированный портфель заказов. Продукция завода — дизельные двигатели мощностью до 1500 лс, которые применяются как в гражданской, так и в спецтехнике. Завод выпускает бульдозеры, колёсные погрузчики и трубоукладчики, на 2022 года существенную долю в продукции составляют двигатели для нужд Минобороны, в частности для танков Т-72, Т-90, Т-14 БМПТ «Терминатор», САУ, всех модификаций самоходных гаубиц «Мста-С» и «Коалиция».
Реализуется ряд проектов по Федеральным целевым программам, связанным с развитием основных производственных переделов. Работники завода участвуют в гуманитарных и патриотических акциях.

## Санкции
14 сентября 2023 года, в ответ на российское нападение на Украину, завод включён в блокирующий санкционный список США. Ранее, в июле 2023 года, завод попал в санкционный список Украины как «предприятие, специализирующееся на производстве дизельных двигателей для военной техники для нужд ВС РФ». 18 декабря 2023 года завод попал под санкции стран Евросоюза так как он производит двигатели для танков «которые используются Вооруженными силами России во время агрессивной войны против Украины». 21 февраля 2024 года завод включён в санкционный список Канады против организаций связанных с военно-промышленным комплексом"".